# ユニットコム
株式会社ユニットコム（英: UNIT.COM INC.）は、パソコンショップをチェーン展開する日本のパソコン小売業者。MCJの完全子会社。ショップ展開の他にも、独自ブランドのパソコンの製造・販売等を行っている。

## 概要
パソコン周辺機器メーカーである株式会社アイシーエムの100％出資子会社として、「アロシステム株式会社」として設立し、パソコン工房を展開した。
後年、「TWO TOP」を展開する株式会社フリーウェイ（並びに子会社の株式会社ツートップ）、「フェイス」を展開する株式会社フェイスの合併などでパソコン工房、グッドウィル、TWOTOP、FAITH、FreeT、BUY MORE （バイモア）、SELL MORE（セルモア）とショップを拡大した。

## 沿革

### フリーウェイ/フェイス→旧・ユニットコム
- 1988年（昭和63年）- 株式会社フリーウェイ設立。
- 1993年（平成5年）- フリーウェイが「TWO TOP」を展開する子会社として株式会社ツートップを設立。
- 1996年（平成8年）- フリーウェイがツートップを吸収合併。
- 1998年（平成10年）10月 - 株式会社フェイスを設立。フリーウェイの当時の専務、TWO TOP秋葉原本店店長らによる独立。
- 2000年（平成12年）6月 - フリーウェイが民事再生法の適用を申請し、事実上倒産。その後間もなくキョウデンの傘下に入る。
- 2002年（平成14年）11月 - キョウデンがフリーウェイ（ツートップ）を清算し、新設したツートップ株式会社に売却。同時にキョウデンがフェイスにツートップ株式会社を売却（フェイスがツートップを吸収合併）。
- 2003年（平成15年）8月 - 株式会社ユニットコムに商号変更。

### アロシステム→ユニットコム
- 1990年（平成2年）- パソコン周辺機器メーカーの株式会社アイシーエムの子会社としてアロシステム株式会社を設立。当初はコンピューターソフトウェア開発会社であった。
- 1995年（平成7年）11月 - アロシステムが「パソコン工房」の展開を開始。
- 1996年（平成8年）6月 - アロシステムがアイシーエムから独立（のちにアイシーエムは自己破産）。
- 2003年（平成15年）10月 - アロシステムがユニットコムを傘下に収める。
- 2004年（平成16年）10月 - アロシステムがユニットコムを吸収合併[2]。
- 2005年（平成17年）8月 - PCジャパン（仮）設立を発表（株式会社MCJ、アロシステム株式会社、株式会社シネックス（現・テックウインド）。
- 2007年（平成19年）
  - 5月 - 株式会社MCJの完全子会社になる。
  - 9月 ‐ 関連通販サイト「パソコン工房」より、2,935人分の顧客の個人情報等を流出[3]。
  - 10月 - 社名の「システム」が現状の業務実態にそぐわないとして、アロシステムから株式会社ユニットコムに商号変更[4]。
- 2010年（平成22年）9月 - 関連通販サイト「フェイスインターネットショップ」「ツートップインターネットショップ」より、顧客のクレジットカード情報 74,048件及び個人情報180,074件を流出。
- 2012年（平成24年）
  - 4月 - グッドウィル子会社の株式会社ウィルが運営していたパーツショップ「PC DIY SHOP FreeT」の事業を社員・スタッフを含めて継承し、運営を開始。
  - 6月 - グッドウィルの株式を取得し、子会社化。パソコン製造子会社のアイシーエムカスタマーサービスを吸収合併。
  - 10月 - グッドウィルを吸収合併。
- 2013年（平成25年）
  - 3月 - 秋葉原地区店舗のブランドを「BUY MORE」へ統合。
  - 5月 ‐ 中古製品の販売・買取専門の通販サイト「SELL MORE」を開設[5]。
  - 10月 ‐ 有限会社デジタルドラゴンの中古パソコンネット通販事業を事業譲渡により買収。パソコン製品のプライベートブランド「iiyama PC」の展開を開始[6]。
- 2014年（平成26年）11月 - アニメ専門チャンネルのアニマックスおよび声優プロダクションの81プロデュースと共同でコンセプトカフェ「アニマックスCAFE」の運営を開始。翌12月に1号店を秋葉原にオープン[7][8]。
- 2015年（平成27年）
  - 1月 - ゲームソフト・DVD専門の通販サイト「コムショップ通販」を運営する株式会社コムコーポレーションの株式を取得し、子会社化[9]。
  - 2月 ‐ ファッション通販サイトを運営するティアクラッセ株式会社の株式を取得し、子会社化。
  - 4月 - Microsoft Authorized Refurbisherによる再生中古パソコンの取扱いにおいて日本一を達成し、「Microsoft Authorized Refurbisher JAPAN Award FY15」を受賞[10]。
- 2016年（平成28年）4月 - ティアクラッセの株式をオンワードホールディングスへ譲渡[11]。
- 2018年（平成30年）
  - 7月 ‐ ハイエンドパソコン・パーツ・ゲーム販売「パソコンSHOPアーク」を運営するタワーヒル株式会社（現・アーク）の株式を取得し、子会社化。
  - 11月 - コムコーポレーションの全株式をらしんばんへ譲渡[12][13]。
- 2025年（令和7年）消費者庁より、景品表示法に違反しているとして、株式会社ユニットコムに対して措置命令が行われた。

## ショップブランド・ECサイト

### パソコンショップ

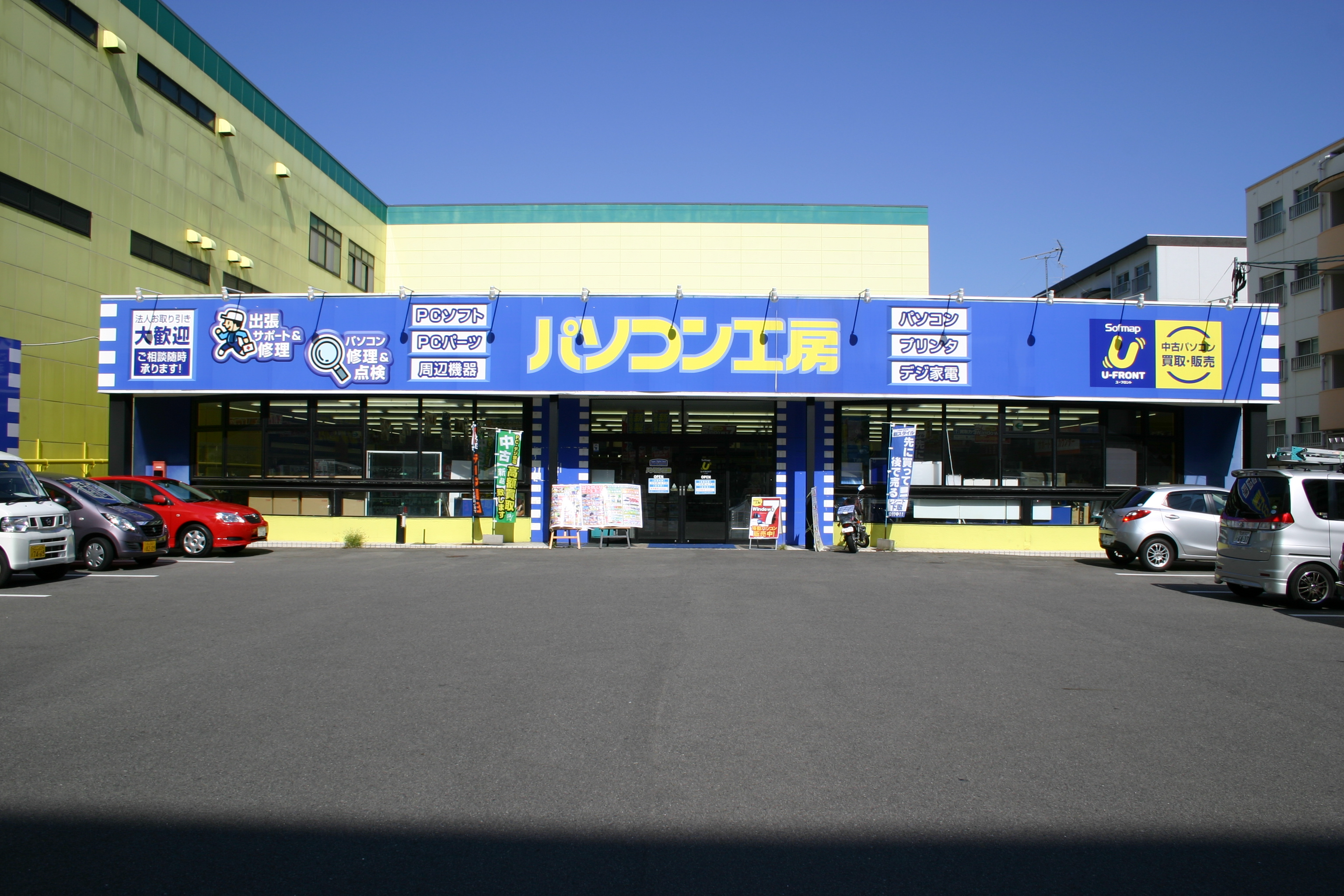
パソコン工房 広島商工センター店

- パソコン工房
- グッドウィル
- Faith（フェイス）
- TWO TOP（ツートップ）
- BUY MORE（バイモア）
- フリーウェイ
- FreeT（フリート）
- パソコンSHOPアーク（ark）

### ECサイト
- デジタルドラゴン

## iiyama PC
ユニットコムが展開しているパソコン製品のプライベートブランド。かつてはLesance（レサンセ）ブランドで展開していた。

## 不祥事

### 情報セキュリティ事故
大規模な情報セキュリティ事故を2007年9月と2010年9月の二度発生させている。特に2010年9月の事故はほぼ全会員のクレジットカードを含む個人情報を流出させる大事故となった。

### 抽選販売を巡る混乱
2025年1月30日、パソコン工房の秋葉原パーツ館はNVIDIA製グラフィックボードの「GeForce RTX 5090」及び「GeForce RTX 5080」の店頭販売を実施した。当該グラフィックボードは2025年1月時点で最新の人気商品だったことから、パソコン工房は同日15時から配布予定の抽選券方式で販売することを告知していた。しかし、配布を開始するまでは店の周囲に並ばないように告知していたにも関わらず、15時前からグラフィックボードを求める客が殺到した結果、近隣の公立幼稚園の看板を破壊した上に幼稚園の敷地内に侵入する者が現れ、警察が出動する事態となった。これを受けて、パソコン工房は当日の店頭販売を中止するとともに公式サイトなどにて謝罪した。

## 広報

### CM・イメージガール
- 2015年7月 - iiyama PCのゲーム用製品ブランドLEVEL∞のテレビCMが放映。同CMではAV女優の紗倉まなが起用されている[19][20]。
- 2017年12月 - 仮面女子のメンバーである窪田美沙、神谷えりな、黒瀬サラ、水沢まいの4名の選抜メンバーがパソコン工房のイメージガールとして就任。さらに、コラボ企画でそれぞれがiiyama PCの各∞（インフィニティ）シリーズ製品のイメージキャラクターを担当するアイドルユニット「無限女子 ～ powered by 仮面女子～」を結成[21]。

### 記念日
ユニットコムは「パソコン」の「パ (8)」と「コ (5)」から8月5日を「パソコン工房の日」として制定し、日本記念日協会の認定を受けている。